# Парварда
Парварда́ — восточная сладость, традиционное блюдо узбекской и таджикской кухни. Представляет собой леденцовую карамель, получаемую вытягиванием уваренной массы из сахарного сиропа с лимонной кислотой, посыпанной небольшим количеством муки. В основном имеет форму подушечек, но также встречается в виде орешков, шариков, кружочков. В настоящее время производство парварды налажено на предприятиях пищевой промышленности.

## Изготовление промышленным способом
Технологическая схема производства карамели включает:
- подготовку сырья и полуфабрикатов к производству;
- приготовление карамельного сиропа;
- приготовление карамельной массы (аморфная масса, полученная увариванием высококонцентрированных растворов сахаров в смеси с другими углеводами до концентрации сухих веществ 96—99 %);
- обработку карамельной массы (при охлаждении до 70—90°С карамельная масса приобретает эластичность);
- приготовление начинок;
- формование карамели (по форме подушка);
- охлаждение карамели.

В промышленном производстве лимонный сок (лимонную кислоту) заменяют пищевыми добавками лимонной кислоты — Е330, Е331, Е333. В процессе получения карамели лимонная кислота регулирует рН среды, что благоприятно влияет на органолептические свойства конечного продукта.

Производство регламентируется ГОСТ 6477-88 «Карамель. Общие технические условия».